# Ordre du Mérite culturel
Pour les articles homonymes, voir Ordre du Mérite.
L'ordre du Mérite culturel (monégasque : U̍rdine d’u Me̍ritu Cürtürale) est la troisième plus haute distinction honorifique de la principauté de Monaco.

## Histoire
Créé le 31 décembre 1952 par le Prince Rainier III pour « distinguer et récompenser les personnes qui auront participé, par leurs œuvres ou leur enseignement, au développement des arts, des lettres et des sciences à Monaco ou qui, même à l'étranger, auront contribué, dans ces domaines au rayonnement intellectuel de la Principauté », l'ordre comprend trois grades : chevalier, officier et commandeur (du moins important au plus important).

## Insignes
Les insignes de chaque classe partagent certaines caractéristiques. L'insigne de l'ordre consiste en un médaillon rond, encadré par une couronne de laurier et suspendu par la couronne héraldique de Monaco. L'avers du médaillon contient le monogramme du prince Rainier III, formé de deux « R » en miroir, entourés de l'inscription « Principauté de Monaco 1952 ». Le revers représente un arrangement d'objets symbolisant les arts et les sciences, une lyre, des livres, une boussole, etc. En haut à droite, l'inscription « Arts Lettres Sciences ». Les médaillons sont suspendus à un ruban de couleur rouge avec une ligne de losanges blancs au centre..
- L'insigne de chevalier, en bronze, est porté suspendu par un simple ruban à la poitrine gauche.
- L’insigne d'officier, en argent, est porté suspendu à un ruban orné d'une rosace, à la poitrine gauche.
- L’insigne de commandeur est en vermeil et se porte suspendu au cou.

## Rubans
| Rubans    | Rubans   | Rubans     |
| --------- | -------- | ---------- |
| Chevalier | Officier | Commandeur |

## Personnalités honorées

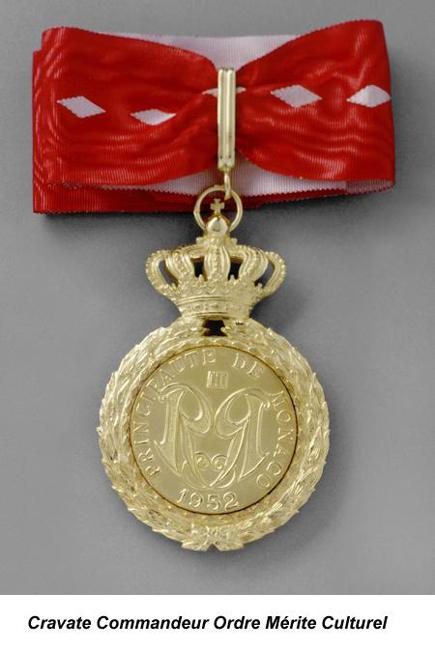
Insigne de commande de l'ordre du mérite culturel.

- Hélène Carrère d'Encausse, commandeur, 1999[2]
- Élisabeth Badinter, commandeur, 2011
- Cecilia Bartoli, commandeur, 1999[2]
- Plácido Domingo, commandeur, 1999[2]
- Alain Peyrefitte, commandeur, 1999[2]
- Ruggero Raimondi, commandeur, 1999[2]
- Mstislav Rostropovitch, commandeur, 1999[2]
- James DePreist, officier, 1997
- Laurent Petitgirard, officier, 1997
- Luciano Pavarotti, commandeur, 2003
- Francis Perrin, officier, 2003
- Tahar Ben Jelloun, commandeur, 2004,
- Michel Boujenah, officier, 2004
- Sacha Sosno, commandeur, 2005
- Émilien Bouglione, officier, 2005
- Arlette Gruss, officier, 2005
- Ernest Pignon Ernest, officier, 2005
- Robert Hossein, commandeur, 2006
- Pierre Cardin, commandeur, 2007
- Yves Coppens, commandeur, 2007
- Frédéric Mitterrand, officier, 2007
- Danielle Darrieux, chevalier, 2008
- Jean Piat, chevalier, 2008
- Jean-Marie Rouart, commandeur, 2008
- René Croesi, commandeur, 2009
- Jean-Louis Grinda, chevalier, 2010
- Henry de Lumley, commandeur, 2011
- Amedeo M. Turello, officier, 2012
- Gilles Kepel, officier, 2012
- Bruno Racine, chevalier, 2012
- Irina Bokova, officier, 2013
- Jean-Christophe Maillot, commandeur, 2014
- Amin Maalouf, officier, 2014
- Jean-Christophe Maillot, commandeur, 2014
- Philippe Rahm, chevalier, 2017
- Jean-Jacques Aillagon, commandeur, 2018[3]
- Marcus Miller, officier, 2018[3]
- John Adam Fox, chevalier, 2018
- Manu Katché, chevalier, 2019
- Maxime Venguerov, chevalier, 2019